# Корзина фруктов (картина Караваджо)
«Корзина с фруктами» (итал. Canestra di frutta) — картина итальянского художника эпохи барокко Караваджо (урождённого Микеланджело Меризи да Караваджо).

## История
Это одна из немногих картин художника, сюжет которой — исключительно натюрморт. По словам историка искусства Джона Т. Спайка, корзина с фруктами была создана примерно в 1596 году, но в литературе, посвящённой творчеству Караваджо, встречаются и другие даты, например, профессор Кэтрин Пуглиси предполагает, что более вероятен 1601 год. Жиль Ламбер, с другой стороны, сочетает создание картины с пребыванием художника у кардинала Франческо Мария дель Монте и относит картину к 1598—1599 годам. Картина, созданная в мастерской Кавальере д’Арпино, сразу после её создания, задержалась там слишком долго. В 1607 году кардинал Федерико Борромео стал владельцем картины, но нет достоверной информации о том, как она попала к нему. В течение следующих столетий картина канула в Лету[прояснить], и её авторство было приписано фламандским живописцам. В 1991 году, благодаря эксперту по Караваджо Лонги, было установлено авторство произведения Караваджо. В настоящее время полотно украшает Пинакотеку Амброзиана в Милане.

## Описание
Сюжет работы — натюрморт, представленный пластически. Корзина с фруктами занимает нижнюю часть картины и помещается на чётко обозначенный край невидимого стола или столешницы. Фон нейтральный, бледный, вытянутый вверх, без деталей. Плетёная корзина, наполненная спелыми, частично сгнившими фруктами, кажется, немного выступает из рамки картины. Художник представил яблоко с червоточинами, персики, груши, айву и четыре разные по цвету грозди винограда. Фрукты дополняются сухими и осыпающимися листьями с отчётливыми грибковыми пятнами, которые профессор Жюль Яник распознал как Glomerella cingulata.
Композиция освещена по диагонали слева, что в сочетании с иллюзионистическим изображением плетёной корзины и сферического фрукта создаёт впечатление трёхмерности и простора. Внимание зрителя привлекают натуралистичность и тщательность деталей, богатство деталей и эффект прозрачности, особенно заметный на осыпающихся листьях.

## Интерпретация

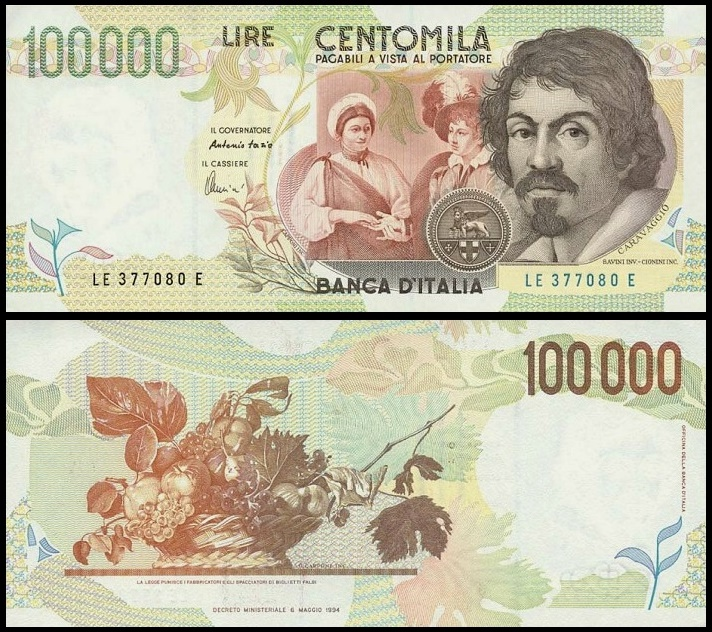
Банкнота номиналом 100 000 лир

Картина явно отсылает к Книге Амоса (Амос. 8:1, 2), в которой народ Израиля сравнивается с корзиной спелых фруктов. Присутствие рядом друг с другом здоровых и червивых плодов также может быть намеком на Церковь, которая собирает как грешников, так и святых. Работы Караваджо были настолько новаторскими в своё время, что первоначально «Корзина с фруктами» считалась частью другой картины: натюрморты тогда мало ценились и считались второстепенным видом живописи. Картина «Корзина с фруктами» сломала этот стереотип, а сам автор считается предшественником натюрморта в стиле барокко и первым, кто применил при создании картины метод тромплёй.

## В культуре
«Корзина с фруктами» Караваджо находится на реверсе итальянских банкнот в 100000 лир, выпущенных в период с 1994 по 1998 год.